# Auditoría social
La auditoria social constituye el proceso que una empresa u organización realiza, con ánimo de presentar balance de su acción social y el comportamiento ético de la empresa u organización, en relación a sus objetivos y a los de terceros (personas físicas o personas jurídicas) directa o indirectamente implicados.
La eficacia de la participación se mide a través de la auditoría social. Esta se define como un proceso que permite evaluar los resultados obtenidos por los programas y proyectos, el comportamiento ético en el proceso y el uso eficiente de los recursos económicos, técnicos y humanos.
En el ámbito público, evalúa el desempeño de los funcionarios electos para la administración, estableciendo procesos que permitan derogar a aquellos que no cumplan con sus mandatos o funciones. El propósito es mejorar los resultados y la transparencia del uso de los recursos.
Se trata de un proceso donde los ciudadanos organizados establecen mecanismos para analizar la acción social, en función de sus objetivos, procedimientos y los resultados obtenidos. Requiere que la ciudadanía esté informada de los impactos y consecuencias de las actividades y prácticas para exigir mayor responsabilidad a las entidades que las implementan, así como exigir a la administración pública la provisión de servicios eficientes que satisfagan sus demandas sociales. Por otra parte, necesita un gobierno abierto y transparente, que permita que los ciudadanos se involucren sus actividades y toma de decisiones, donde exista un flujo de información constante entre gobierno y ciudadanía, y mecanismos para rendir cuentas.
En España, la primera auditoría social se realizó en Cataluña basándose en un proyecto Europeo.

## Funciones
- Vigilar el funcionamiento adecuado de la administración pública en cuanto a transparencia y eficacia.
- Atender denuncias sobre violaciones al derecho público y de ser servido con prontitud y eficacia, así como violación a los derechos humanos, seguridad e integridad física departe de funcionarios del Estado.
- Solicitar y obtener información sobre planes, proyectos y programas de inversión pública, fuentes de los recursos y ejecución de presupuesto.
- Coordinación con otras instancias (de gobierno, privadas, locales, etc.) para evaluar los resultados de proyectos y programas públicos.
- Estimular a los gobernantes el cumplimiento transparente de sus funciones, contribuyendo así al buen funcionamiento del gobierno.
- Fomentar la participación y autoestima ciudadana, proporcionando medios para expresarse (queja, protesta, denuncia, propuesta, etc.).